# Chloe Vevrier

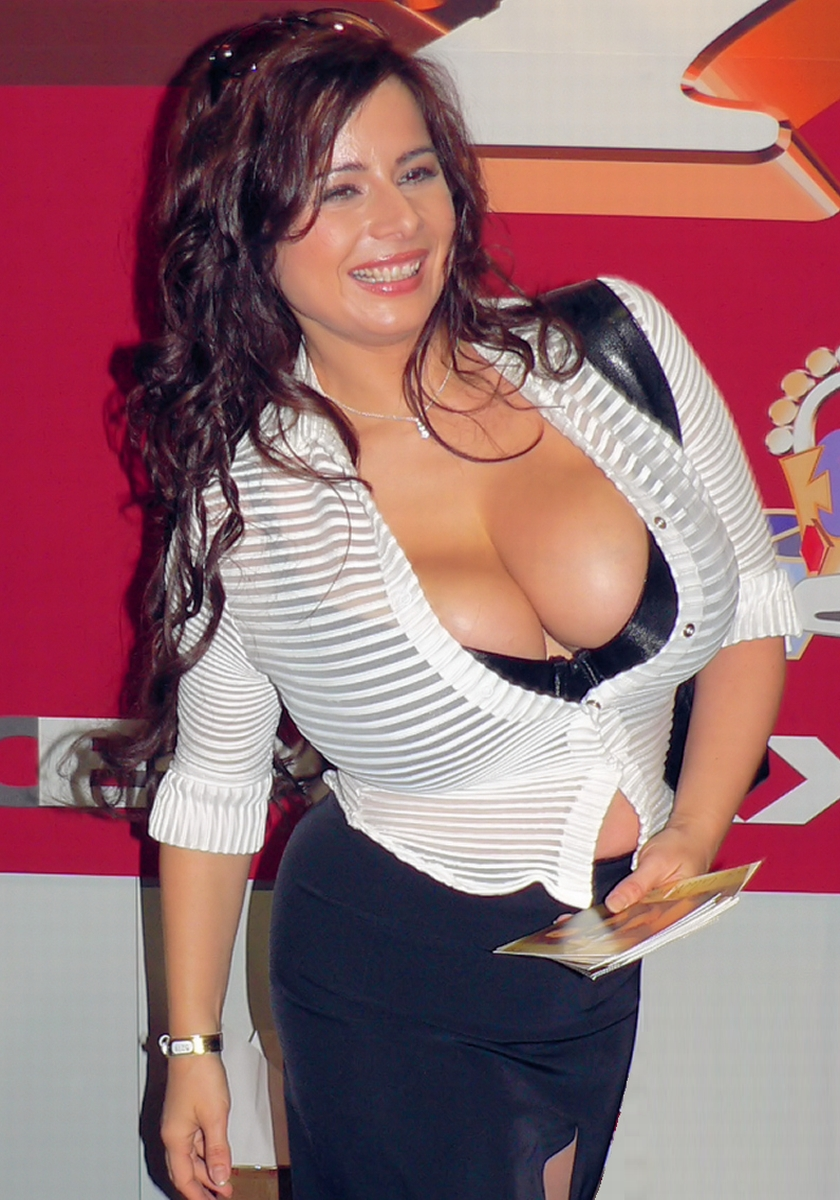
Chloe Vevrier auf der AVN Adult Entertainment Expo 2006

Chloe Vevrier (* 18. September 1968 in Ost-Berlin; eigentlich Andrea Irena Fischer) ist ein deutsches Erotikmodel, ehemalige Pornodarstellerin und professionelle Masseurin. Internationale Bekanntheit erreichte sie vor allem durch ihre großen natürlichen Brüste (Körbchengröße 85K, bei einer Größe von 1,60 m) und für ihr Auftreten in lesbischer Pornographie und Erotik.

## Karriere
Andrea Irena Fischer, deren Eltern französischer und tschechoslowakischer Herkunft sind, war in der DDR Stripperin und wirkte in Burlesque-Shows mit. Dies machte sie aber nicht öffentlich, da solche Aktivitäten von der DDR-Regierung nicht geduldet wurden. Nach dem Fall der Mauer nannte sie sich Chloe Vevrier. Sie fing Anfang der 1990er an, für verschiedene Magazine zu modeln, unter anderem für SCORE, wo sie vor allem durch ihre Natürlichkeit auffiel, da sie keine Schönheitsoperationen hatte, sich nicht die Haare färbte und sich lange Zeit auch nicht die Intimzone rasierte. Sie trat damals auch zum ersten Mal in Pornofilmen auf. In diesen Filmen agiert sie meistens allein oder mit einer anderen Frau. Erst 1999 entschloss sie sich, auch heterosexuelle Szenen zu drehen, was sie aber nie wiederholte.

## Privates
Zeitgleich mit ihren Modelaktivitäten erlernte Chloe Vevrier Ganzheitliche Medizin und ist ausgebildete Masseurin. Zudem praktiziert sie, seit einer Reise nach Indien im Jahr 2000, Tantra-Yoga. Des Weiteren ist Chloe Vevrier Anhängerin der Kabbala-Lehre. Seit 2003 ist sie mit dem Fotografen Jason Seifert verheiratet. Heute lebt sie in Kalifornien, England und Deutschland. Ihr Hauptwohnsitz ist in Los Angeles.

## Filmografie
- 1991: Hirsute Lovers 3
- 1992: Big Busty 49
- 1992: Hirsute Lovers 2
- 1993: Chloe in Japan
- 1993: Chloe on Location
- 1993: Introducing Chloe
- 1994: Boob Cruise ’94
- 1994: The Chloe Story

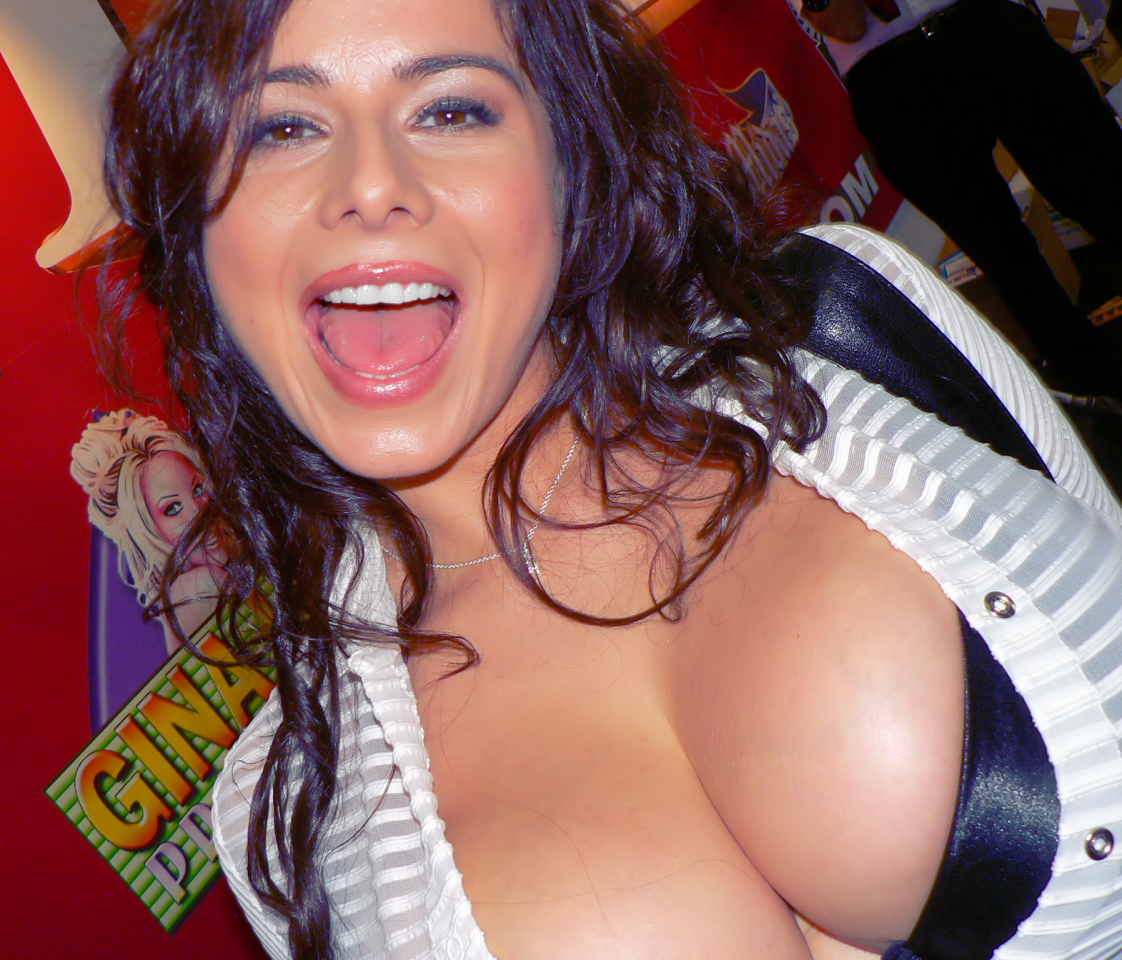
Chloe Vevrier

- 1994: Girls Around the World 22: Crystal Topps and Friends
- 1994: On Location in the Bahamas
- 1994: Score Busty Covergirls Vol. 7: Honey Moons & Chloe Vevrier
- 1995: Boob Cruise ’95
- 1996: Busty Bangkok Bangers
- 1996: Busty Centerfolds 2
- 1996: Double D Dolls 6
- 1996: On Location: Japan
- 1996: Tit to Tit 4
- 1997: Ben Dover Does the Boob Cruise
- 1997: Boob Cruise ’97
- 1997: Chloe’s Busty Conquests
- 1997: On Location in Fantasy Island
- 1999: Ultimate Chloe
- 2000: Bosom Buddies 2
- 2000: Ultimate Encore
- 2001: The Best of Voluptuous Volume 2
- 2001: Bosom Buddies 3
- 2001: A Date with Seduction
- 2002: Bosom Buddies 5
- 2002: Ultimate Susie Wilden
- 2003: The Best of Bosom Buddies 2
- 2004: Chloe Vevrier: Natural Needs
- 2008: Stash
- 2010: Villa Vevrier